# Список пресмыкающихся Словении
В данном списке перечислены все пресмыкающиеся, которые живут на территории Словении. Подтверждено проживание 25 видов пресмыкающихся на территории Словении.

## Список

### Легенда
Следующие категории использованы для обозначения охранного статуса каждого вида по оценкам МСОП и Европейского Красного списка:
| VU | Vulnerable      | Уязвимый                                           |
| NT | Near Threatened | Виды, близкие к уязвимому положению                |
| LC | Least Concern   | Виды под наименьшей угрозой                        |
| NA | Not Applicable  | Не пригоден для оценки (используется только в ЄЧС) |

Для большинства пресмыкающихся приведен их статус в ЕПЧ (выделен жирным шрифтом — VU, EN, LC, NA). Если европейский статус отсутствует, то приведены глобальный (обычным шрифтом — VU, LC, NT). Если и такой статус отсутствует, то в ячейке стоит прочерк («-»).

### Пресмыкающиеся

#### Подтвержденные пресмыкающиеся
| Веретеница ломкая             | «Anguis fragilis» Linnaues, 1758                     | Anguidae   | Squamata | «LC» | Эта ящерица широко распространена на территории всей страны, максимальная зафиксированная высота — 1665 метров. Любит горные луга, леса, лесные поляны, опушки. Может встречаться на культивируемых человеком территориях. |  | [ 1 ] [ 2 ] |    |  |  |        |
| Медянка обыкновенная          | «Coronella austriaca» Laurenti, 1768                 | Colubridae | Squamata | «LC» | Змея встречается повсеместно, кроме прибрежного региона, где она встречается крайне редко. Предпочитает негустые леса, лесные поляны, опушки, горные (субальпийские) луга и кустарники.                                    |  | [ 3 ] [ 4 ] |    |  |  |        |
| Четырёхполосый лазающий полоз | «Elaphe quatuorlineata» (Lacépède, 1789)             | Colubridae | Squamata | «NT» | Встречается в Истрии и, возможно, в словенском Приморье, на склонах Красоту. Любит тёплые карстовые и каменистые склоны, редколесья, можно увидеть на культивируемых территориях и вблизи водоёмов.                        |  | [ 5 ] [ 6 ] |    |  |  |        |
|                               | «Hierophis gemonensis» (Laurenti, 1768)              | Colubridae | Squamata | «LC» | |  | [ 7 ]       |    |  |  |        |
|                               | «Hierophis viridiflavus» (Lacépède, 1789)            | Colubridae | Squamata | «LC» | |  | [ 8 ]       |    |  |  |        |
| Кошачья змея                  | «Telescopus fallax» Fleischmann, 1831                | Colubridae | Squamata | «LC» | |  | [ 9 ]       |    |  |  |        |
| Полоз эскулапов               | «Эскулапов полоз» (Laurenti, 1768)                   | Colubridae | Squamata | «LC» | |  | [ 10 ]      |    |  |  |        |
|                               | «Algyroides nigropunctatus» (Duméril & Bibron, 1839) | Lacertidae | Squamata | «LC» | |  | [ 11 ]      |    |  |  |        |
|                               | «Iberolacerta horvathi» (Mehely, 1904)               | Lacertidae | Squamata | «NT» | |  | [ 12 ]      |    |  |  |        |
| Прыткая ящерица               | «Lacerta agilis» Linnaues, 1758                      | Lacertidae | Squamata | «LC» | |  | [ 13 ]      |    |  |  |        |
|                               | «Lacerta bilineata» Daudin, 1802                     | Lacertidae | Squamata | «LC» | |  | Cheloniidae | EN |  |  | [ 14 ] |